# كراسنوفية
الكراسنوفية (الاسم العلمي: Krasnovia) هو جنس من النباتات يتبع الفصيلة الخيمية من رتبة الخيميات.
سمي هذا الجنس تكريماً لعالم النبات الروسي أندريه كراسنوف (بالفرنسية: Andreï Krasnov)‏.

## أنواع
يضم هذا الجنس نوعاً وحيداً هو:
- كراسنوفية طويلة الفصوص (الاسم العلمي:Krasnovia longiloba)

## أجناس قريبة
- السرفيل (الاسم العلمي:Anthriscus)
- السقندس (الاسم العلمي:Scandix)
- السرفيل المفرح (الاسم العلمي:Chaerophyllum)
- المرس (الاسم العلمي:Myrrhis)
- السرفيل المروح (الاسم العلمي:Osmorhiza)
- السرفيل المنفوخ (الاسم العلمي:Physocaulis)
- السرفيل المخطط (الاسم العلمي:Grammosciadium)